# 斯帕斯 (利維夫區)
50°2′49″N 24°28′44″E / 50.04694°N 24.47889°E
斯帕斯（羅馬化：Spas）是烏克蘭的城鎮，位於該國西部利維夫州，由利維夫區負責管轄，始建於1493年，面積0.55平方公里，海拔高度214米，2021年人口207，人口密度每平方公里500.91人。